# Gigantochloa nigrociliata
Gigantochloa nigrociliata är en gräsart som först beskrevs av Lodewijk Hendrik Buse, och fick sitt nu gällande namn av Wilhelm Sulpiz Kurz. Gigantochloa nigrociliata ingår i släktet Gigantochloa och familjen gräs. Inga underarter finns listade i Catalogue of Life.